# Larry Myricks
Larry Myricks (* 10. března 1956, Clinton, Mississippi) je bývalý americký atlet, dvojnásobný halový mistr světa ve skoku do dálky.
Na svých prvních olympijských hrách v Montrealu v roce 1976 si při rozcvičování nešťastně zlomil nohu a do vlastního závodu tak vůbec nenastoupil.
Ale už za tři roky, na druhém ročníku Světového poháru v roce 1979, pořádaném na stejné místě – olympijském stadionu v Montrealu – si olympijské zklamání vynahradil, když zvítězil skokem dlouhým 8,52 metru. Myricks se tak stal po Bobu Beamonovi druhým atletem na světě, kterému se (11 let po Beamonově světovém rekordu 8,90 m) podařilo překonat hranici osmi a půl metru.
V roce 1980 vytvořil nejlepší světový halový výkon všech dob skokem dlouhým 8,38 metru (Johnson City, 11.1.1980), který následující měsíc vyrovnal (San Diego, 22.2.1980). Překonal tak dosavadní světové halové maximum (8,30 m), které bylo v té době době už 12 roků v držení Boba Beamona. Na olympijské hry do Moskvy však vzhledem k americkému bojkotu těchto her neodletěl.
V roce 1984 reprezentoval na letních olympijských hrách v Los Angeles, kde ve finále obsadil výkonem 816 cm 4. místo. Bronz vybojoval Giovanni Evangelisti z Itálie (824 cm). O čtyři roky později na olympiádě v jihokorejském Soulu získal bronzovou medaili, když jeho nejdelší pokus měřil 827 cm. Na stupních vítězů doplnil své krajany Mikea Powella (stříbro) a Carla Lewise (zlato).
V roce 1987 se stal v Indianapolisu halovým mistrem světa, získal stříbrnou medaili na Panamerických hrách a vybojoval bronz na druhém MS v atletice v Římě.

## Osobní rekordy
- hala – (845 cm – 27. leden 1990, Liévin)
- venku – (874 cm – 18. červenec 1988, Indianapolis)